# Arachnotheutes
Arachnotheutes — род дорожных ос (Pompilidae).

## Распространение
В Европе 3-4 вида.

## Описание
Охотятся и откладывают яйца на пауков, которых парализуют с помощью жала. Личинки эктопаразитоиды пауков. Основание усиков расположено ближе к наличнику, чем к глазку. Коготки равномерно изогнутые. Вершина средней и задней голеней помимо шпор несёт шипы разной длины. Верх задних бедер с 1-5 предвершинными короткими прижатыми шипиками.

## Классификация
- Arachnotheutes leucurus (Morawitz, 1891) — Болгария, Кипр
- Arachnotheutes rufithorax (Costa, 1882)
- Arachnotheutes turgidus (Tournier, 1890)